# James B. Foley
James Bradford Foley (* 18. Oktober 1807 bei Dover, Mason County, Kentucky; † 5. Dezember 1886 in Greensburg, Indiana) war ein US-amerikanischer Politiker. Zwischen 1857 und 1859 vertrat er den Bundesstaat Indiana im US-Repräsentantenhaus.

## Werdegang
James Foley erhielt nur eine eingeschränkte Schulausbildung. Im Jahr 1823 arbeitete er auf einem Flussboot auf dem Mississippi River; 1834 kam er nach Greensburg in Indiana, wo er bis 1837 im Handel arbeitete. Danach wurde er Farmer. Gleichzeitig begann er als Mitglied der Demokratischen Partei eine politische Laufbahn. Zwischen 1841 und 1843 war er Kämmerer im Decatur County; im Jahr 1850 nahm er als Delegierter an einer Versammlung zur Überarbeitung der Verfassung von Indiana teil. Foley war auch Mitglied der Staatsmiliz. Im Jahr 1852 wurde er Kommandeur der vierten Brigade dieser Truppe.
Bei den Kongresswahlen des Jahres 1856 wurde Foley im vierten Wahlbezirk von Indiana in das US-Repräsentantenhaus in Washington, D.C. gewählt, wo er am 4. März 1857 die Nachfolge von William Cumback antrat. Bis zum 3. März 1859 konnte er eine Legislaturperiode im Kongress absolvieren. Diese war von den Ereignissen im Vorfeld des Bürgerkrieges geprägt. Nach seinem Ausscheiden aus dem US-Repräsentantenhaus arbeitete James Foley wieder in der Landwirtschaft. Politisch trat er nicht mehr in Erscheinung. Er starb am 5. Dezember 1886 in Greensburg, wo er auch beigesetzt wurde.